# Nuncjusze apostolscy w Zambii
Nuncjusze apostolscy w Zambii – nuncjusze apostolscy w Zambii są reprezentantami Stolicy Apostolskiej przy rządzie Zambii. Nuncjatura apostolska mieści się w Lusace przy Los Angeles Boulevard 283. Zambia utrzymuje stosunki z Watykanem od 1965 (1964 uzyskanie niepodległości). Nuncjusze apostolscy w Zambii są zazwyczaj akredytowani również w Malawi.

## Nuncjusze apostolscy w Zambii
| lp. | lata      | nuncjusz           | kraj pochodzenia |
| --- | --------- | ------------------ | ---------------- |
| 1   | 1965–1970 | Alfredo Poledrini  | Włochy           |
| 2   | 1970–1978 | Luciano Angeloni   | Włochy           |
| 3   | 1979–1985 | Georg Zur          | Niemcy           |
| 4   | 1985–1991 | Eugenio Sbarbaro   | Włochy           |
| 5   | 1991–1999 | Giuseppe Leanza    | Włochy           |
| 6   | 1999–2005 | Orlando Antonini   | Włochy           |
| 7   | 2006–2011 | Nicola Girasoli    | Włochy           |
| 8   | 2012–2018 | Julio Murat        | Turcja           |
| 9   | 2019–2023 | Gianfranco Gallone | Włochy           |
| 10  | od 2023   | Gian Luca Perici   | Włochy           |